# داريل سبنسر (لاعب كرة قدم أمريكية)
داريل سبنسر (بالإنجليزية: Darryl Spencer)‏ هو لاعب كرة قدم أمريكية أمريكي، ولد في 21 مارس 1970 في ميريت آيلاند في الولايات المتحدة.

## وصلات خارجية
- داريل سبنسر على موقع مرجع كرة القدم المحترفة.كوم (الإنجليزية)